# Draba dorneri
Draba dorneri är en korsblommig växtart som beskrevs av János Johann A. Heuffel. Draba dorneri ingår i släktet drabor, och familjen korsblommiga växter. Inga underarter finns listade i Catalogue of Life.